# Taaienberg
O Taaienberg é uma colina no município de Maarkedal, na província belga de Flandres Oriental . Com o topoa 90 m, é uma das muitas formações nas colinas das Ardenas flamengas, no sul da Flandres Oriental. As encostas da colina são pavimentadas em paralelepípedos; em 1993 eles foram repavimentados com as pedras originais. A escalada de paralelepípedos é um dos locais regulares das corridas de bicicleta flamengas na primavera. Em 1995, a estrada do Taaienberg foi classificada como um monumento protegido.

## Ciclismo
O local é mais conhecido pelo ciclismo, pois é uma escalada regular no Tour of Flanders . O Taaienberg foi incluído no percurso pela primeira vez em 1974 e permaneceu um ponto fixo na corrida, com exceção de 1993, quando as obras impediram a corrida de passar.
O Taaienberg é de importância estratégica no Tour da Flandres, dependendo da sua posição na rota. É uma das colinas mais íngremes do percurso, mas a sua posição muda de tempos em tempos. Entre 1976 e 1981, a escalada fez parte de um notório trio de escaladas na corrida, situada entre os renomeados Koppenberg e Eikenberg, e até 1987 entre Koppenberg e Berg Ten Houte. Desde 2002, quando o Koppenberg retornou, até 2011 ele costumava ser escalado entre as subidas de Steenbeekdries e Eikenberg. Em 2012 foi sem precedentes sendo a primeira dificuldade do dia no início da corrida. Nos últimos anos, o Taaienberg chega no final da corrida, a 35 km do final.
Taaienberg também é um local fixo na E3 Harelbeke e no Tour of Flanders for Women . Ocasionalmente, também está incluído no Omloop Het Nieuwsblad, nos Três Dias de De Panne e na Dwars door Vlaanderen .
O status do Taaienberg entre outras colinas cresceu nos últimos 15 anos, pois é a escalada favorita do ícone do ciclismo belga Tom Boonen . Foi o local em que ele fez sua jogada decisiva em quatro de suas cinco vitórias na E3 Harelbeke e, muitas vezes, o local em que ele acelerou no Tour of Flanders. Os comentaristas começaram a ligar para o Monte Taaienberg Boonen .